# Vinko Pejić
Vinko Pejić (1962.) je hrvatski radijski voditelj, novinar, karikaturist i pisac iz Osijeka.

## Radio
Početkom 1980-ih godina počinje se baviti radijskim poslom. Do 2017. godine radio je na Slavonskom radiju, jednom od najpopularnijih medija Slavonije i Baranje. Dobitnik je nagrade "Srebrni mikrofon" za emisiju "Obiteljska nedjelja", koju mu je dodijelila Hrvatska udruga radija i novina (HURIN) na XI. Danima radija Hrvatske 2005. godine. Do sada je uređivao mnoštvo emisija i to uglavnom zabavnog i informativnog karaktera. Sredinom 1990-ih radio je kao televizijski novinar za HRT Osijek. Godine 1997. inicirao je okupljanje i druženje desetak tisuća Osječana uz prigodni program na poznatom Korzu u središtu Osijeka, što je do danas ostalo tradicionalno okupljanje. Godine 2012. mu je povodom Dana grada Osijeka uručen Pečat grada Osijeka za osobit doprinos razvoju društvenih odnosa kroz medijsku kulturu.

## Književnost
Izdao četiri knjige:
- Uvrnuti rječnik (1993.)
- Kvizburger (2001.)
- Kvizburger 2 (2004.)
- Označeni (2012.)

Autor je i neobjavljene zbirke poezije, a njegove karikature i crteži izlazili su u dnevnim novinama i studentskim časopisima.

### Označeni
Krajem 2011. godine u nakladi izdavačke kuće Oksimoron, Pejić izdaje svoju prvu zbirku kratkih priča nazvanu Označeni. Zbirka je obuhvatila dvadeset i dvije Pejićeve priče.
Sveučilišni profesor i kazališni kritičar, Ivan Trojan, o knjizi je napisao sljedeće: Ova zbirka običnih priča je ispunjena prizorima svakodnevice o kojoj ne znamo dovoljno ili uopće ne želimo znati. Autor se, promišljajući o sudbinama običnih ljudi, nenametljivo približava onima o kojima govori. Čini ih velikima u njihovom suočavanju s nepoznatim koje čeka svakoga od nas, dok istovremeno u nama budi snažne osjećaje… Slojevit prozni tekst Vinka Pejića dojmljiv je i iskren u trenucima kada progovara o minulom, izdisaju, smrti, smiraju… Kontemplacija. Molitva je žanr kojim bismo mogli odrediti ponajbolje priče Vinka Pejića. Nenaučena, prirodna, potrebna - uvjerljiva.... (Označeni, 2011.)

## Glazba
Kao basist bio je član originalne postave rock grupe OK Band iz Osijeka.

## Vanjske poveznice
- Slavonski radio Online  Arhivirana inačica izvorne stranice od 6. studenoga 2005. (Wayback Machine)
- Ulomci iz knjige Uvrnuti rječnik.  Arhivirana inačica izvorne stranice od 18. srpnja 2011. (Wayback Machine)